# Thomas Rolén
Carl Thomas Rolén, född 26 mars 1959, är en svensk jurist och ämbetsman. Han är sedan 2020 generaldirektör för Domstolsverket.

## Biografi
Thomas Rolén blev juris kandidat 1985, var sekreterare i Privatiseringskommissionen 1992–1994 och blev kammarrättsassessor i Kammarrätten i Stockholm 1993. Han var 1993–2005 anställd i Justitiedepartementet. Han utnämndes till departementsråd och tillförordnad chef för Grundlagsenheten 1997, var 1998–2000 chef för Enheten för processrätt och domstolsfrågor samt blev 2001 expeditionschef. Han var generaldirektör för Domstolsverket 2005–2007 och kammarrättspresident för Kammarrätten i Stockholm 2008–2020. Han utsågs 2020 ånyo till posten som generaldirektör för Domstolsverket. Han har deltagit som expert och sakkunnig i ett flertal utredningar. Bland annat har han varit sakkunnig i BRU (Beredningen för rättsväsendets utveckling).
Han var 2012–2014 heltidsarvoderad ordförande i Genomförandekommittén för den nya Polismyndigheten, som på uppdrag av regeringen hade att utforma organisationen av Polismyndigheten och tillsätta dess högsta chefer, med undantag för rikspolischefen, dennes ställföreträdare och avdelningschefen för särskilda utredningar, som alla tillsätts av regeringen. Rolén valdes 2018 till vice ordförande i Nämnden för prövning av statsråds och statssekreterares övergångsrestriktioner.

## Utmärkelser
- H.M. Konungens medalj i guld av 12:e storleken i Serafimerordens band (2020) för framstående insatser inom svenskt rätts- och utredningsväsende.[5]